# Маша та Ведмідь у кіно: 12 місяців
«Маша та Ведмідь у кіно: 12 місяців» — кінотеатральний проект студії «Animaccord». Хронометраж проекту — 46 хвилин (22—хвилинна серія, що безпрецедентно для мультсеріалу, + 3 нові історії про Машу та Ведмедя стандартної тривалості). Усі серії драматургічно переплетені між собою.
Фільм вийшов у прокат 15 грудня. Наступна частина Маша та Ведмідь: Скажіть "Ой!"

## Сюжет
У новорічну ніч можливі будь-які дива! Можна навіть зустріти чарівних зберігачів природи — 12 місяців, які збираються разом лише раз на рік. Саме так Маша і знайомиться з маленьким Січнем, Повелителем Льоду, поки Ведмідь та інші лісові жителі готуються до незабутнього свята.

## В ролях
- Юлія Зунікова - Маша
- Борис Кутневич - Ведмідь
- Артем Божутін - Січень
- Лариса Брохман - Грудень
- Діомід Виноградов, Юлія Яблонська — місяці
- Микита Прозоровський - оповідач

## Маркетинг
Трейлер фільма був опублікований в листопаді 2022 року